# Grupont
Grupont (Waals: Grûpont) is een dorp in de Belgische provincie Luxemburg en een deelgemeente van Tellin. Tot 1 januari 1977 was het een zelfstandige gemeente. Bij Grupont vloeit het riviertje de Linçon in de Lomme.

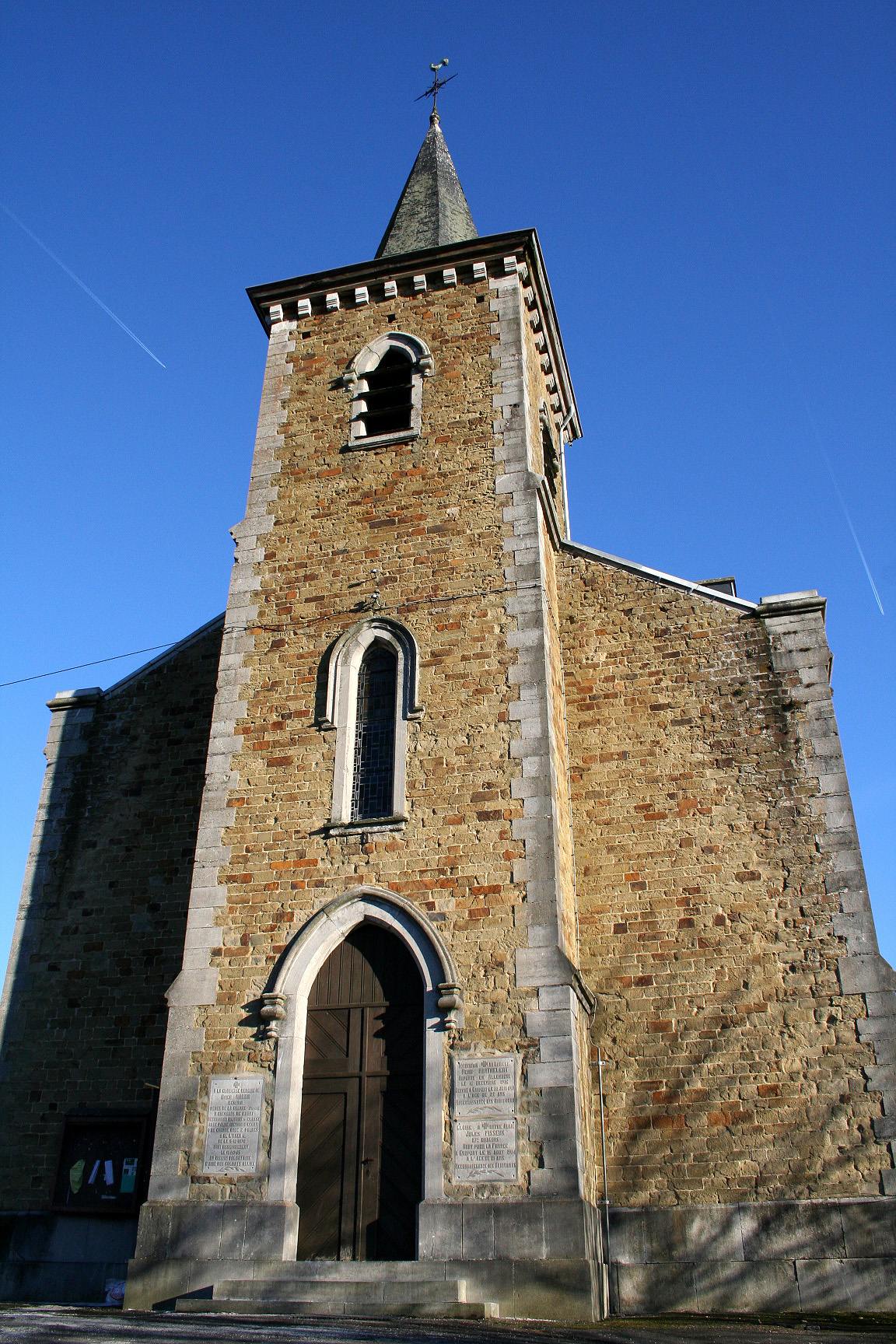
Église Saint-Denis

## Geschiedenis
Op het eind van het ancien régime werd Grupont een gemeente, maar deze werd in 1823 al opgeheven en bij Masbourg gevoegd. In 1858 werd Grupont heropgericht als zelfstandige gemeente.
In 1977 werd Grupont bij Tellin gevoegd.

## Demografische ontwikkeling
- Bronnen:NIS, Opm:1831 tot en met 1970=volkstellingen, 1976= inwoneraantal op 31 december

## Bezienswaardigheden

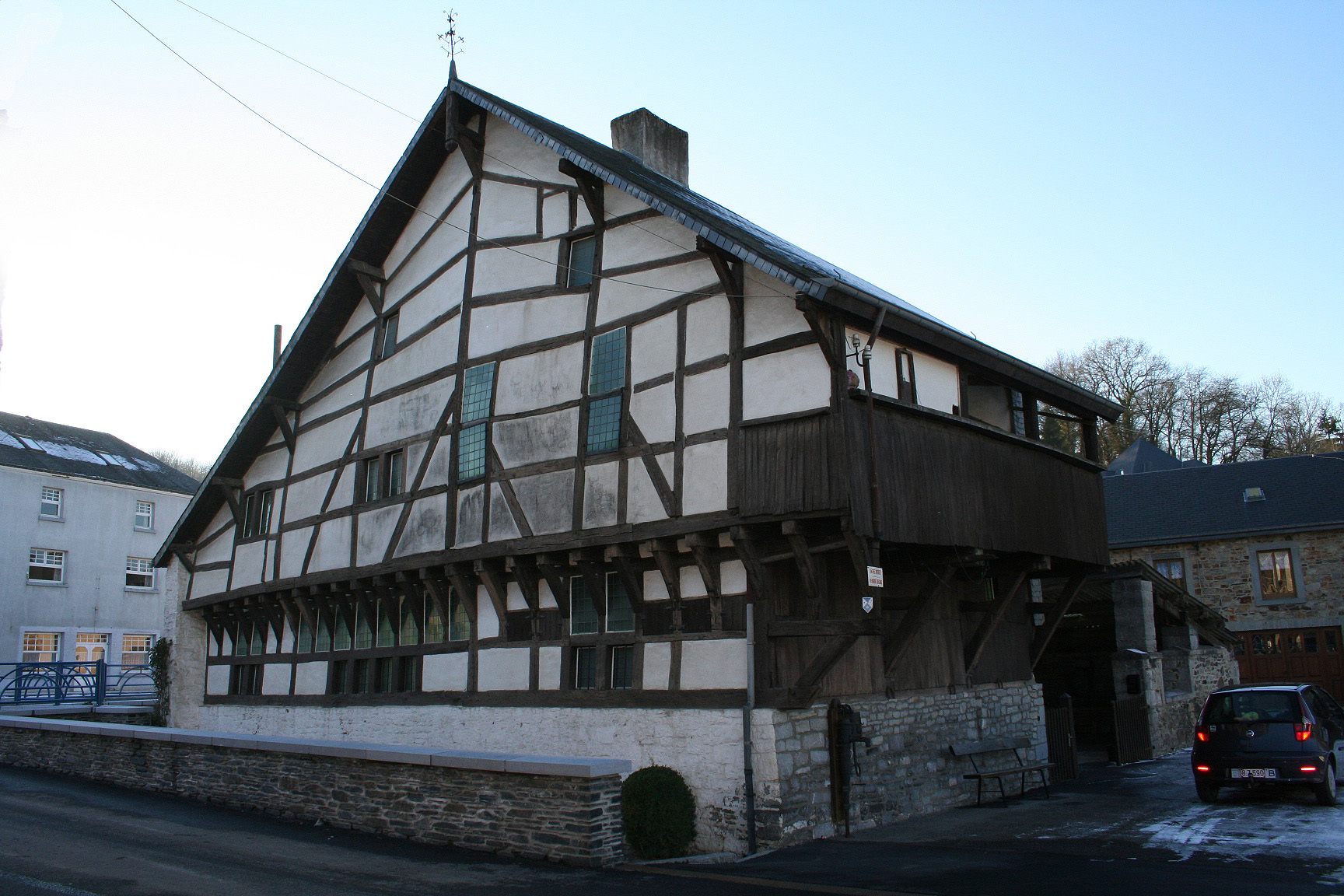
het Spaans Huis

- het zogenoemde "Spaans Huis", een oud vakwerkhuis
- de Église Saint-Denis (1860–1861)

## Verkeer en vervoer
In het dorp bevindt zich het Station van Grupont op spoorlijn 162 (Namen-Aarlen). Door Grupont loopt de N803 van Rochefort naar Saint-Hubert.
Deelgemeenten: Bure · Grupont · Resteigne · Tellin
Belgische gemeenten · Arrondissement Neufchâteau · Luxemburg · Wallonië